# Andrena sakagamii
Andrena sakagamii är en biart som beskrevs av Tadauchi, Hirashima och Matsumura 1987. Andrena sakagamii ingår i släktet sandbin, och familjen grävbin. Inga underarter finns listade i Catalogue of Life.